# Gatcombe Park

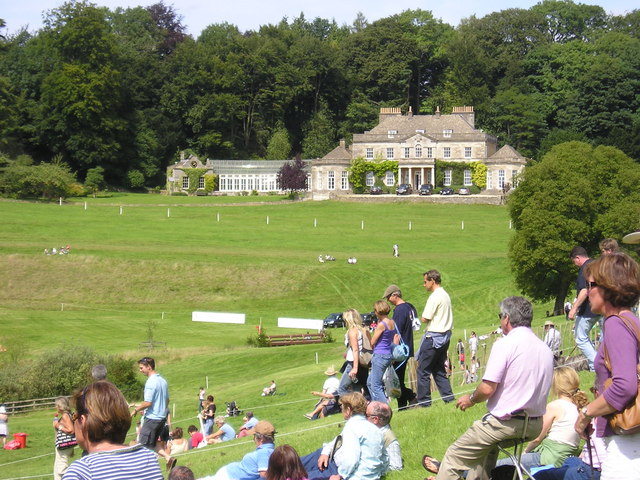
Parc de Gatcombe

Gatcombe Park est une résidence royale, domaine de campagne de la princesse Anne, princesse royale qui est située entre les villages de Minchinhampton et Avening dans le Gloucestershire, en Angleterre. Construit à la fin du XVIIIe siècle selon les plans de George Basevi, il s'agit d'un bâtiment classé Grade II*. Certaines parties du terrain accueillent des événements, notamment des épreuves hippiques et des foires artisanales.

## Emplacement
Gatcombe Park se situe entre les villages de Minchinhampton et d'Avening dans le comté de Gloucestershire au sud-ouest de l'Angleterre. Highgrove House, la résidence de campagne du frère d'Anne, Charles III, est située à six kilomètres de là dans la paroisse de Doughton, près de Tetbury. Le cousin germain de leur mère, le prince Michael de Kent, a possédé le Manoir de Nether Lypiatt à proximité pendant 26 ans de 1980 à 2006 .

## Histoire
Les manoirs de Minchinhampton et d'Avening forment la base du futur domaine de Gatcombe Park. Après la dissolution des monastères, ils sont accordés à Lord Windsor, dont la famille vend pour la plupart des terres non développées à cette date à Philip Sheppard en 1656.
Le terrain central à flanc de colline des anciens domaines, qui se trouve principalement dans les limites de la paroisse de Gatcombe, est laissé dans le testament de Samuel Sheppard, décédé en 1770, à son frère Edward.
Un nouveau manoir est construit de 1771 à 1774 pour Edward Sheppard, un drapier local . La maison et le domaine sont achetés en 1814 par le spéculateur et économiste théorique David Ricardo, et modifiés selon les plans de George Basevi (un parent), vers 1820. Il présente une construction en pierre de Bath et comprend cinq chambres principales, quatre chambres secondaires, quatre salles de réception, une bibliothèque, une salle de billard et une véranda ; les logements du personnel et ses terrains en pente raide sont un parc classé séparément (grade II) .

## Résidence de la princesse royale
La maison et la ferme familiale sont achetées par la reine Élisabeth II en 1976 pour la princesse Anne et le capitaine Mark Phillips ; le prix n'est pas divulgué mais serait compris entre 500 000 et 750 000 £ . Le propriétaire précédent est Rab Butler, maître du Trinity College de Cambridge, et ancien ministre de l'Intérieur, qui a hérité de la maison de son beau-père, le collectionneur d'art Samuel Courtauld. Courtauld l'avait acquis de la famille Ricardo en 1940 .
La Couronne paie la rénovation et la redécoration de la maison de la princesse Anne et du capitaine Phillips, qui y emménagent en novembre 1977 . En 1978, les terres des propriétaires sont agrandies par l'achat d'Aston Farm à l'est. Ces propriétés avaient de vastes écuries pour chevaux, notamment une nouvelle écurie, et le terrain sous-jacent d'une piste d'atterrissage appartient à Aston Farm.
Le domaine est divisé lorsque la princesse royale et Mark Phillips divorcent, et aujourd'hui la princesse vit à Gatcombe Park avec son deuxième mari, Timothy Laurence. Après le divorce, Mark Phillips vit pendant quelques années à Aston Farm avec sa deuxième femme, mais il déménage ensuite en Amérique pour revenir sur le domaine quelques années après. Leurs enfants Peter et Zara Phillips ont chacun un chalet sur le domaine jusqu'à leur mariage. Peter et sa femme d'avant, Autumn Kelly, emménagent à Londres après leur mariage puis reviennent quelques années après sur le domaine de Gatcombe. Le couple qui est divorcé depuis 2021 réside toujours sur le domaine mais dans des chalets différents avec leurs filles. Zara et son mari, Mike Tindall, ont d'abord vécu à Cheltenham après leur mariage en 2011, mais en janvier 2013, ils ont vendu leur maison et sont venus vivre sur le domaine de Gatcombe avec leurs enfants.
Les terrains de Gatcombe Park sont connus dans le monde du concours complet pour accueillir chaque année le Festival of British Eventing, le premier week-end d'août . Organisé par Mark Phillips, avec une contribution considérable de la princesse Anne, l'événement attire les meilleurs olympiens équestres du monde et plus de 40 000 spectateurs payants, ainsi qu'une couverture télévisée de la BBC. Deux épreuves hippiques plus petites, au printemps et en automne, ont également lieu sur le domaine  avec des parcours conçus par la princesse Anne, et il y a une foire artisanale biennale, avec environ 160 exposants, en mai et octobre .